# Cardioglossa gracilis
Cardioglossa gracilis és una espècie de granota que viu al Camerun, República Centreafricana, República Democràtica del Congo, Guinea Equatorial, el Gabon, Nigèria i, possiblement també, a la República del Congo.
Està amenaçada d'extinció per la pèrdua del seu hàbitat natural.